# Itaipu (œuvre symphonique)
Pour les articles homonymes, voir Itaipu (homonymie).
Itaipu est une œuvre musicale de Philip Glass composée en 1989 pour orchestre et chœur. Ses sources d'inspiration et son titre font référence au barrage d'Itaipu sur le fleuve Paraná à la frontière du Brésil et du Paraguay.

## Historique
Itaipu est le troisième volet d'un triptyque musical consacré aux « portraits symphoniques de la nature » et composé de The Light (1987) et The Canyon (1988). Glass visite le site du barrage alors en cours de construction et impressionné par l'ampleur de l'ouvrage décide de composer une œuvre symphonique dont le titre et les chants lui sont suggérés par Marcelo Tassara et sont tirés de légendes des indiens Guaranis où le Paraná est le berceau de la musique et Itaipú signifie « pierre qui chante ». Il dit avoir été immédiatement inspiré par l'ouvrage à propos duquel il déclare l'« avoir admiré et s'être dit [en le voyant] : je connais déjà la composition du morceau !». L'œuvre est une commande de l'Orchestre symphonique d'Atlanta.
La première de l'œuvre est menée sous la direction de Robert Shaw le 2 novembre 1989 à Atlanta pour l'Orchestre symphonique d'Atlanta.

## Structure
Itaipu est composé de quatre mouvements :
1. Mato Grosso - 11 min 41 s
2. The Lake - 10 min 03 s
3. The Dam - 11 min 50 s
4. To the Sea - 5 min 40 s

L'exécution de l'œuvre dure environ 40 minutes.

## Enregistrements
- Itaipu, par l'Orchestre symphonique d'Atlanta et chœurs dirigé par Robert Shaw, Sony Records, 1993.